# Smokvica
Smokvica (olaszul: Smoquizza) falu és község Horvátországban, Dubrovnik-Neretva megyében.

## Fekvése
Makarskától légvonalban 41 km-re délre, Korčula városától légvonalban 19, közúton 27 km-re nyugatra, Korčula szigetének közepén, a Vela és Mala Obala lejtőin fekszik. Közigazgatásilag Smokvicán kívül még három település, Brna, Vinačac (Vinašac) és Blace (Blaca) tartozik hozzá. Smokvica község területén több termékeny mező található, melyek közül a legnagyobbak a Kruševo, Prapratna, Stiniva, Banja, Sitnica, Livin dol és a Čipojino polje.

## Története
Az emberi élet legrégibb nyomai a község területén az Istruga-öböl közelében fekvő Istruga-barlangból kerültek elő. A Smokvica és Brna között, falutól mintegy 30 percnyi gyalogútra fekvő barlang Korčula szigetének egyik legszebb barlangja. A szigeten élő első ismert nép az illírek voltak, akik az i. e. 2. évezredben jelennek meg. A magaslatokon épített erődített településeken éltek, melyek nyomai Korčula szigetének mintegy harminc pontján, többek között a Smokvica területén fekvő Gradina, Velo Gračišće, Dubrovica, Kom, Sutulija és Sutvara régészeti lelőhelyen találhatók meg. Halottaikat kőből rakott halomsírokba temették, melyek általában szintén magaslatokon épültek. Ilyen halom sírok találhatók a község területén többek között a Szent Ciprián templomnál, az északnyugatra fekvő Mala Kapján, Gumancén, a Smokvicától nyugatra emelkedő Marča-hegyen, a délkeletre fekvő Prapatski brigen és a Smolinska glavicán is. Az illírek i. e. 30-ig uralták a szigetet, amikor Octavianus hadai végső győzelmet arattak felettük. A római légionáriusok a mai Smokvica környékén is letelepedtek magukkal hozva kultúrájukat, életmódjukat, szokásaikat. A római villagazdaságokban nagy mennyiségű gabonát, olívaolajat, bort, sózott halat és más élelmiszert állítottak elő, melyekkel élénk kereskedelmet folytattak. Ezek a tágas, kényelmesen berendezett épületek központi fűtéssel, díszes mozaikpadlóval, luxustárgyakkal rendelkeztek. Az itteni fényűző életről árulkodnak a díszesen faragott sírkövek is. Ilyen villagazdaságok álltak valamikor az északi part közelében fekvő Krvava rupán, a Donje poljén, a Višnja poljén, a délkeletre fekvő Sutulija-Mirjén és Dračevicán is.
A római civilizáció a 3. századtól indult hanyatlásnak, a kereskedelem megszűnt, a villagazdaságok elpusztultak, vagy kisebb településközpontokká alakultak. Ez a kereszténység elterjedésének időszaka, amikor több kisebb templom épült a szigeten. A ma ismert templomok közül ilyen ősi eredetű a Szent Ciprián templom, melyről feltételezik, hogy 5.- 6. századi ókeresztény templom alapjain épült. Ma ezt a templomot tartják Smokvica legrégibb plébániatemplomának. Smokvica nevét legkézenfekvőbb a füge horvát nevéből a smokvából származtatni, de a szakemberek a nevet inkább latin eredetűnek tartják és a víz jelenlétével lehet kapcsolatban. A közeli Siknica-mezőn ugyanis régen számos kis tavacska volt. A korai középkor időszakából szinte semmilyen adat nem maradt fenn a térségből. A 13. században már a korčulai grófok irányították a szigetet, akik alattvalóiknak statutumban (1214-ben) írták elő kötelezettségeiket. A statutumban foglaltakból kiderül, hogy a javak védelmére Smokvicának is volt saját őrsége, melyet kumpanijának neveztek. A 14. századtól felépült, vagy megújult számos templom és a hitélet egyre szervezettebb lett. A Szent András templomot 1346-ban, a Szent Mihály templomot 1372-ben, a Szent János templomot 1391-ben már említik és a szakemberek szerint a Szent Péter templom is 14. századi. Egy 15. századi forrás szerint a Szent Ciprián templomhoz földbirtokok is tartoztak, a smokvicai közösségnek pedig patronálási joga volt az egyes templomok felett. Ez azt jelentette, hogy a közösség önállóan rendelkezett a templomokkal és javaikkal, papjukat pedig maguk választhatták meg, a püspöknek csak megerősítési joga volt.
A török soha nem foglalta el a szigetet, de a népi hagyományban a sziget északi partja közelében fekvő „Krvava rupa“ (véres gödör) nevű hely onnan kapta a nevét, hogy a korčulaiak itt verték vissza a szigetet megtámadó török sereget. A védelem okán a Szent Mihály templom közelében fekvő egykori településközpont is jól meg volt erősítve. Maga a templom is egy olyan sziklán épült, ahonnan a Smokvicára vezető főutat jól szemmel lehetett tartani. A katonát és az őrséget a középkorban alapított vitézi rend a kumpanija biztosította. Közigazgatási szempontból Smokvica is hozzá tartozott a középkori korčulai közösséghez, melynek központja 1843-ig Korčula városában volt. A velencei uralomnak 1797-ben vége szakadt és osztrák csapatok vonultak be Dalmáciába. 1806-ban az osztrákokat legyőző franciák uralma alá került, de Napóleon lipcsei veresége után 1813-ban újra az osztrákoké lett. A 19. század közepén egészen a II. világháború végéig Smokvica az újonnan alapított Blato község része lett. A településnek 1857-ben 496, 1910-ben 986 lakosa volt. Az iskola épülete 1914-ben készült el, bár a rendes tanítás már 1876-ban megkezdődött. 1918-ban az új szerb-horvát-szlovén állam, majd később Jugoszlávia része lett. A második világháború idején 1941 és 1943 között olasz megszállás alatt volt. A háború után a szocialista Jugoszlávia része lett. 1955-ben Smokvica a szomszédos Čarával együtt az újraszervezett Korčula községhez került. Ebben az évben kezdte meg működését a község egészségháza is, a mait 2001-ben építették. 1953-ban felépítették a település első borüzemét. Ma már több is üzemel belőle a községben, melyek a bor mellett saját olíva olajukat, ízesített likőrjeiket és pálinkájukat is kínálják. Smokvica önálló községi rangját csak a független Horvátország megalakulása utáni közigazgatási reform alkalmával, 1993-ban kapta meg. A településnek 2011-ben 916 lakosa volt, akik főként a mezőgazdaságból (szőlő és olajbogyó termesztés) és a turizmusból éltek.

## Népesség
| Lakosság változása | Lakosság változása | Lakosság változása | Lakosság változása | Lakosság változása | Lakosság változása | Lakosság változása | Lakosság változása | Lakosság változása | Lakosság változása | Lakosság változása | Lakosság változása | Lakosság változása | Lakosság változása | Lakosság változása | Lakosság változása |
| ------------------ | ------------------ | ------------------ | ------------------ | ------------------ | ------------------ | ------------------ | ------------------ | ------------------ | ------------------ | ------------------ | ------------------ | ------------------ | ------------------ | ------------------ | ------------------ |
| 1857               | 1869               | 1880               | 1890               | 1900               | 1910               | 1921               | 1931               | 1948               | 1953               | 1961               | 1971               | 1981               | 1991               | 2001               | 2011               |
| 496                | 496                | 522                | 659                | 840                | 986                | 1.187              | 1.120              | 1.160              | 1.210              | 1.137              | 1.052              | 1.002              | 1.125              | 1.012              | 916                |

## Nevezetességei
- Mária bemutatása a templomban titulusú plébániatemploma[7] a püspökség egyik legnagyobb méretű szakrális épülete. A templom a régi plébániatemplom régészeti maradványaival Smokvica központjában található. Ciril Metod Iveković tervei alapján épült. A templom építését 1902-ben kezdték, 1920-ban fejezték be, felszentelése 1920. október 10-én történt. Harangtornyát 1936-ban fejezték be. A templom három hajóval, sokszögű apszissal rendelkezik. Észak-déli tájolású. A főhomlokzat déli irányban van, a portál és egy rozetta tagolja. A neoreneszánsz kő harangtorony az északnyugati oldalon helyezkedik el, összekötve a templommal. A barokk loggia a mai templomtól délnyugatra található. Téglalap alaprajzú, észak-déli irányban hosszúkás, keleti oldalán bejárattal. A régi plébániatemplom régészeti maradványai a mai templom déli részének burkolata alatt helyezkednek el, a mai templomtól délre, egészen a Pijaca felső részének déli faláig.
- A Szent Ciprián templomot 1896-ban egy ősi templom alapjaira építették, melyet a szakemberek 5–6. századi ókeresztény templomnak tartanak. Valószínűleg ez volt a település első plébániatemploma.
- A Szent Mihály templomot[8] 1372-ben említik először. Valószínűleg egy még korábbi templom helyén építették. A templom a falu keleti végénél a domboldalban áll. Négyszögletes alaprajzú, félköríves apszissal, nyeregtetővel, belül dongaboltozattal. Falai vakoltak. Kőkeretes bejárata két oldalán két kőkeretes, négyszögletes ablak, felette rozetta, a homlokzat oromzatán pedig harangdúc látható benne két haranggal.
- A dračevići Szent András templomot[9] 1346-ban említik. A Čari felé vezető út fölé építették. Négyszög alaprajzú, 7,70 x 4,24 m nagyságú épület, keleti oldalán félköríves apszissal. A homlokzat oromzatán egynyílású harangdúc áll. A nyeregtető cseréppel, az apszis kőlapokkal van befedve. Belül dongaboltozatos.
- A Szent Péter templom[10] a 14. században épült a Lovon át Blatora vezető út fölé.
- A Keresztelő Szent János templomot[11] 1391-ben említik először. A Siknicai-mező tavai fölé építették, mint a vizet védőszentjének templomát.
- A marča-hegyi Szent Vid templomot[12] 1420-ban említik először. Négyszög alaprajzú, apszis nélküli épület. Mai formájában a 17. században épült, a korábbi templomból csak a bejárat küszöbe maradt meg. A bejárat felett négyszögletes keretben a szentet ábrázoló dombormű látható. a homlokzat csúcsán látható akrotérion emberfejet formáz. Belül dongaboltozattal fedték. Mellette ószláv temető található.
- A prapatnai Szent Anna templom[13] egy régebbi Szent Izidor templom alapjaira épült a 16. században. A templom téglalap alaprajzú, homlokzata dél felé néz. A homlokzaton egyszerű kőkeretes ajtó és két tágas ablak található, felül harangdúccal, csúcsán pedig virág alakú akrotérionnal. Az egyhajós belső teret vakolt famennyezet borítja. Az északi fal mentén található egy beépített kőkeretes oltár. A keleti falon van egy kis ablak mellett található a szentségtartó. A szenteltvíztartó a bejárat mellett van. Padlója kő, a falak pedig vakoltak.

## Gazdaság
Története során a smokvicai lakosság fő bevételi forrása a mezőgazdaság, ezen belül is a szőlő és az olajbogyó termesztés volt. 1953-ban felépítették a település első borüzemét. Ma már több is üzemel belőle a községben, melyek a bor mellett saját olíva olajukat, ízesített likőrjeiket és pálinkájukat is kínálják.
A helyi turizmus kezdetei 1907-re nyúlnak vissza, amikor megnyílt a település első vendéglátóhelye. Erről az első vendégkönyv tanúskodik. Az akkori vendégek főként Olaszországból érkeztek. 1960-ra a turistaforgalom lassan kiterjedt a Brna-öbölre.

## Oktatás
Smokvicán a rendes tanítás már 1876-ban megkezdődött, de az első iskolaépületet csak 1914-ben adták át. Az emeletes épület kulturális védettséget élvez.

## Kultúra
A kulturális és társadalmi élet az idők során számos egyesülettel gazdagodott, melyek a helyi hagyományok és népszokások őrzését tűzték ki célul. A smokvicai Kumpaniján kívül tánccsoportok, kórusok, templomi énekkar, fúvószenekar és több más egyesület működik a településen. Több ismert művész, énekes és pap származik Smokvicáról.

## Sport
- A Jadran labdarúgóklubnak felnőtt és ifjúsági csapata is van. A horvát IV. liga C jelű alcsoportjában szerepel.
- A Korkyra riders motorosklub 2007-től működik. Főként motorostalálkozók szervezésével foglalkozik.